# Боровое (Вельский район)
Боровое — посёлок в Вельском районе Архангельской области. Входит в состав Муниципального образования «Благовещенское».

## География
Посёлок расположен в южной части Архангельской области, в таёжной зоне, в пределах северной части Русской равнины, в 81 километрах на север от города Вельска, на правом берегу реки Устья притока Ваги. Ближайшие населённые пункты: на западе деревня Саларево.
Часовой пояс
Боровое, как и вся Архангельская область, находится в часовой зоне МСК (московское время). Смещение применяемого времени относительно UTC составляет +3:00.

## Население
| 2002 | 2010 | 2012 | 2014 |
| ---- | ---- | ---- | ---- |
| 112  | ↘60  | ↗61  | ↗88  |